# Chaînon Britannia
Le chaînon Britannia est un massif de montagnes situé dans la chaîne Transantarctique, dans la terre Victoria en Antarctique. Il culmine au mont McClintock à 3 492 mètres d'altitude.

## Sommets principaux
- Mont McClintock, 3 492 m
- Mont Aldrich, 3 040 m
- Mont Henderson, 2 661 m

## Histoire
Le chaînon Britannia est observé depuis la plateforme de glace de Ross par Robert Falcon Scott, chef de l'expédition Discovery, avec Ernest Shackleton et Edward Adrian Wilson, en novembre 1902. Il est nommé en l'honneur du navire HMS Britannia, servant de navire école au Britannia Royal Naval College.